# Günther Baum
Hans Joachim Günther Baum (* 20. August 1906 in Dresden; † 25. Dezember 1983 in Ahrensburg) war ein deutscher Konzert- und Opernsänger (Bass/Bariton) sowie Gesangspädagoge.

## Leben und Wirken

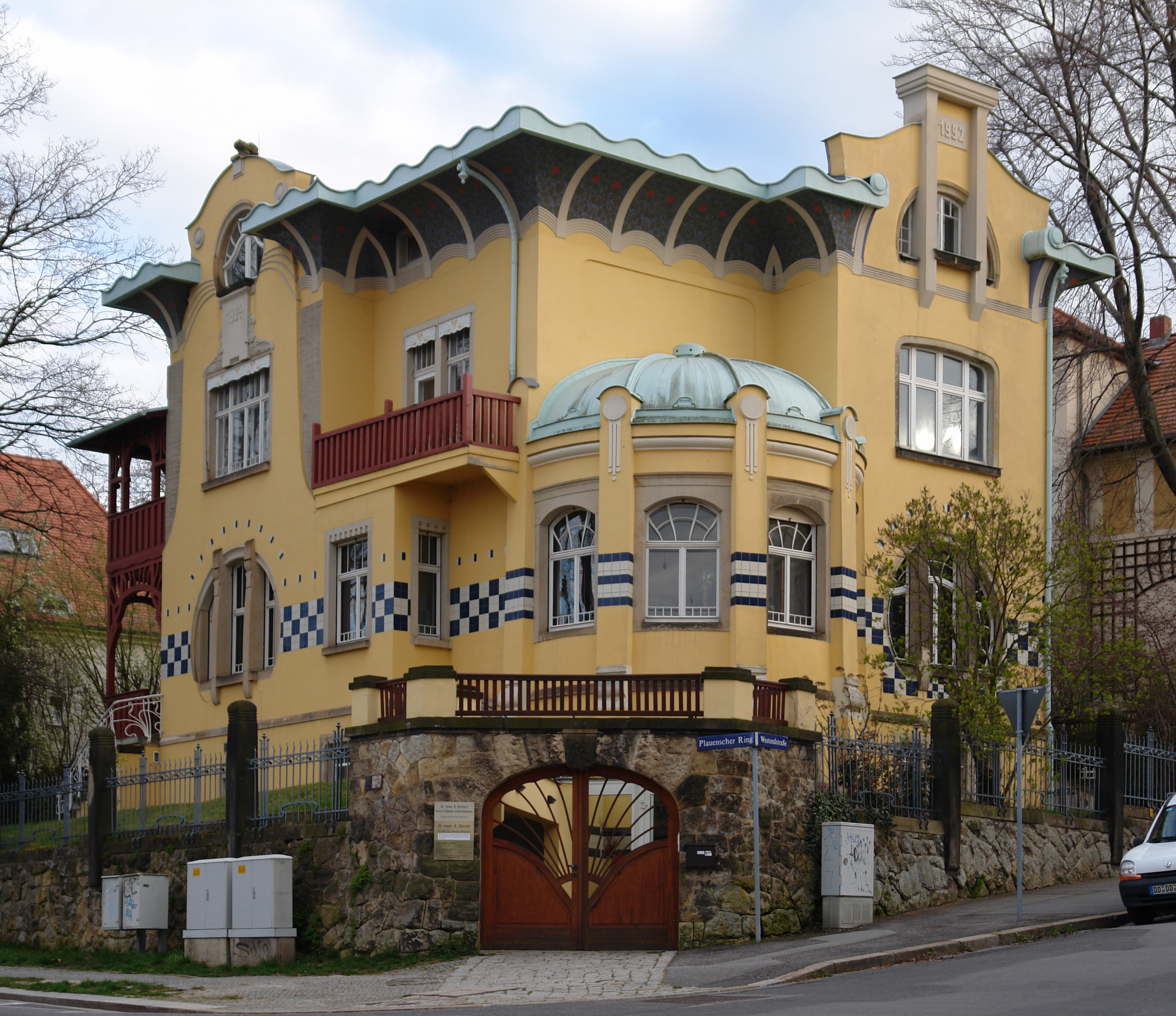
Villa Westendstr. 21 - Elternhaus von Günther Baum (Foto: 2008)

Baums Familie stammte väterlicherseits aus Plauen im Vogtland, der Großvater Hermann Baum war Hufschmied und gründete ein Fuhrunternehmen. Sein Vater Rudolf Albert Baum (* 1872 in Plauen) war promovierter Jurist und als Rechtsanwalt an mehreren Gerichten in Dresden tätig und zuletzt auch Professor an der Tierärztlichen Hochschule in Dresden. Er fiel als Hauptmann der Landwehr und Kompagnieführer im Reserve-Infanterie-Regiment 241 am 24. April 1915 im Ersten Weltkrieg in Belgien.
Seine Mutter war Johanna Margarete Baum geborene Lachmann stammte aus Auerbach/Vogtl. und lebte als Witwe in der Villa Westendstraße 21 (Dresden), wo Günther bis 1920 aufwuchs, bevor seine Mutter in die Liebigstraße 24 umzog.
Nach dem Schulbesuch des Vitzthumschen Gymnasiums in Dresden wurde er Buchhandelslehrling sowie Volontär im Verlag Jakob Hegne. Ab 1928 ließ er sich musikalisch bei Herbert Meißner ausbilden, nachdem er bereits im Umfeld seines Gymnasiums als Sänger mehrfach aufgetreten war. Im Herbst 1930 hatte er erste größere Auftritte zur Vesper in der Dresdner Kreuzkirche und im Konzert zur Feier des 100. Geburtstages des Komponisten Edmund Kretschmer im Gewerbehaus in Dresden. Er sang in der Stimmlage Bass. Von 1937 bis 1939 sang er an der Volksoper Berlin und danach bis 1944 in Wuppertal. In dieser Zeit war im Herbst 1943 sein letzter nachweisbarer Auftritt in Dresden in der Vesper der Kreuzkirche.
Nach dem Zweiten Weltkrieg war er einige Zeit als Gesangspädagoge am Mozarteum in Salzburg und in Hamburg tätig. Ab 1948 wirkte Baum an der Musikhochschule Berlin, wo er 1949 zum Professor ernannt wurde.
Der FDP-Politiker Gerhart Baum war sein Neffe.

## Schriften (Auswahl)
- Neue Musik in Dresden. In: Der Auftakt. Moderne Musikblätter. Prag. XII. (1932), H. 1, S. 25–27.